# Cerámica Copador
La cerámica Copador fue uno de los grupos cerámicos polícromos representativos de El Salvador, Honduras y algunas zonas de Guatemala durante el período clásico tardío. Fue fabricada por los pueblos mayas surorientales de esas zonas, y utilizada en contextos domésticos (en los hogares), funerarios y como ofrenda a estructuras recién inauguradas. Su nombre le fue dado por el arqueólogo estadounidense Alfred V. Kidder y proviene de la contracción de las palabras Copán y El Salvador.

## Características principales
En general este grupo cerámico, y más aún el tipo Copador polícromo que es el más común, se caracteriza por: presentar pintura especular de hematita roja, negra y usualmente naranja, sobre un fondo engobado de color crema o naranja; por tener como motivos de decoración más comunes a elementos glíficos (que están pintados en rojo y rellenos de naranja) y a figuras de perfil (humanos y aves delineados en negro y rellenos de rojo o naranja); y por su distintiva pasta de color crema, fina y suave.
La pasta, de la que están hechas las vasijas, es muy fina y homogénea; y procedería de la misma fuente de arcilla y temple que la de los grupos Chilanga Usulután y Gualpopa. Su color va de un beige claro a crema; con inclusiones muy escasas de cuarzo, que están integradas y distribuidas de forma regular y generalmente sin templar. Su textura es compacta y homogénea, y casi siempre se encuentra oxidada por completo, y solo se observan núcleos delgados y oscuros en algunos fragmentos más gruesos de lo normal. Algunas variedades presentan pasta menos fina y menos uniforme, y una coloración bastante regular, con núcleo color negro que en ocasiones está reducido.
El engobe de la cerámica es pulido y de aspecto variable, por lo general brillante, pero no es raro las superficies mate (opaco, sin brillo y que no refleja la luz de manera intensa); y su coloración presenta matices del beige al anaranjado. La superficie de las piezas están decoradas con pintura roja que contiene hematita. Las vasijas decoradas cuentan con un fondo que puede ser de color bayo, crema, naranja o naranja-crema.
Las vasijas de este grupo pueden presentarse en forma de cuencos de paredes convexas con bordes directos, cuencos de paredes compuesta con bordes directos o levemente evertidos, cuencos de paredes compuestas con bridas facetadas y bordes directos, cuencos poco profundos y restringidos con bases convexas y bordes directos, cilindros de paredes verticales, vasos de paredes verticales bajas (de menos de 10 centímetros), y jarra o frascos de cuellos restringidos (cóncavo vertical o ligeramente convergente) con bordes directos a veces evertidos. Algunas de estas formas podían presentar como apéndices inferiores a soportes cónicos sólidos o huecos.

## Tipología y diseños decorativos
La decoración de esta cerámica se puede ubicar tanto en la cara exterior como en la interior o solo en la exterior de las vasijas; pudiendose encontrar en ellas diseños polícromos, líneas excisas o líneas incisas. Por lo cual, Alfred V. Kidder y Robert Sharer definieron dentro de este grupo los tipos Polícromo Copador, Pushtan policromado exciso y Pacho inciso.

### Polícromo Copador
Las piezas de Polícromo Copador se caracterizan por decoraciones con pintura roja hematita especular, negro y naranja (está última a veces ausente), y en raras ocasiones con colores blanco o gris. Pudiendo contar con figuras antropomorfas (que por lo general están sentados o en posición decúbito ventral, estos últimos también conocidos como nadadores), zoomorfas (principalmente aves acuáticas, monos, sapos) o geométricas, así como repetitivos motivos glíficos o pseudoglifos y numerales. Las figuras usualmente estaban delineadas con color negro y pintadas tanto de naranja y rojo; en cambio los motivos glíficos estaban delineados con rojo y rellenos con color naranja.
Los bordes de las vasijas comúnmente están pintados de bandas rojas; a veces como una banda que alterna zonas rojas y negras o que en su lugar tiene bordes negros punteados. Por lo general, en el interior, se presentan dos bandas circunferenciales negras debajo del borde (donde la superior es gruesa y la inferior delgada; pudiendo ambas ser gruesas) que también, una o ambas, pueden ser reemplazadas por bandas rojas (en el caso de un borde negro punteado) o por una banda naranja; mientras que en el exterior,  las bandas debajo del borde son casi siempre rojas.
El fondo de las vasijas suele estar pintado con una serie de bandas rojas y negras, y puede tener un solo punto en el centro, un patrón en cruz con un pequeño círculo en cada cuadrante (también conocido como quincunce, que vendía siendo el glifo maya Lamat, que simboliza al planeta venus y que es el nombre de uno de los 20 días en el Tzolkin, calendario religiosa maya), un motivo más complejo de cuerda anudada entrelazada (que sería el glifo jal, trenza o tejer una red, que es la parte más importante del gilfo Pop, el nombre del primer mes en el Haab, calendario civil maya, y que esta relacionado con la realeza, pudiendo indicar un alto estatus social del propietario) o alguna figura antropomorfa, zoomorfa (como un cangrejo o un ave) o fitomorfa (en forma como parte de una planta). Mientras que las bases exteriores pueden tener rayas de melón (convergentes con líneas rojas y naranjas), estar pintadas alternando bandas radiales rojas y naranjas, o estar pintadas de rojo o negro sólido con áreas delineadas de color crema-naranja en negativo; a veces pueden estar gallonadas, ya sea de forma radial o diagonalmente; abundando también otros elementos decorativos, como grecas en sol, espirales y similares.

#### Variedades
En su estudio en Chalchuapa, en 1978, Robert Sharer concluyó que el mejor modo de clasificar en variedades este tipo cerámico era con base en los patrones decorativos de las vasijas. A partir de ello, Sharer definió 8 variedades nombradas según su característica principal (glíficas o de figuras) y numeradas con una letra, teniendo en total 5 variedades glíficas, 2 variedades de figuras, y por último definió como variedad no especificada a aquellas (sobre todo piezas fragmentarias) que no encajaban en las otras.
La diferencia principal y notoria entre las distintas variedades es su patrón decorativo en las paredes exteriores de las vasijas. Así, en el caso de las variedad glíficas, la variedad glífica A se caracteriza por presentar una banda de elementos glíficos debajo del borde, bajo lo cual se puede encontrar una variedad de diseños como: rayas de melón, rayas radiales, pintura negativa negra y un motivo de espadañas rojas y naranjas. La variedad glífica B es igual a la anterior con la diferencia que bajo la banda glífica hay una zona con figuras humanas reclinadas; mientras que la variedad glífica C presenta solamente figuras humanas sentadas, suele tener bordes pintados en negro y raramente en rojo, y las bases suelen estar pintadas de rojo o estar lisas. La variedad glífica D, se asocia principalmente con los vasos o cilindros, presenta bandas simples o múltiples o puede tener paneles glíficos, los glífos pueden estar delineados con negro (en lugar del habitual rojo) y rellenos con gris, y abajo suele haber una serie de figuras humanas sentadas, de pie o bailando. Finalmente la variedad glífica E presenta una banda glífica bajo la cual hay monos sentados con las manos y brazos extendidos.
La variedad de figuras A se caracteriza por tener motivos bastantes simples delineados en negro o rojo que incluyen giros verticales, volutas enlazadas, zonas geométricas entrecruzadas, etc, las bases son lisas o tienen rayas de melón y se observa la falta de pintura naranja en algunos ejemplos. Mientras que la variedad de figuras B presenta figuras humanas sentadas típicas, algunos bordes tienen rayas rojas y negras alternas, las bases suelen estar galvanizadas en diagonal con pintura rojo lisa y a menudo se encuentran sin pintura naranja y ocasionalmente estucadas; esta última variedad está estrechamente relacionada con la cerámica Arambala polícroma, también conocida como falso Copador por su similitud y que pertenece a la tradición naranja polícroma.

#### Características de los motivos glíficos

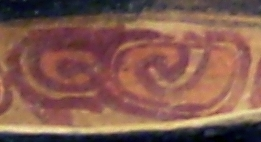
Glifos o pseudoglifos de un cuenco Copador; que corresponderían, de izquierda a derecha, con PGS40a y una variante de PGS55 (una de las formas del elemento glífico A de Longyear) en la clasificación de Caballero Díaz

Este tipo y grupo en general fue el clímax de la decoración con motivos glíficos o pseudoglifos (signos que, aunque pueden tener algún significado, no forman frases coherentes), especialmente en el actual El Salvador; donde estos diseños mostraban un grado más de complejidad que los del grupo Gualpopa, y diseños más cuidados en la elaboración que los del grupo Arambala (aunque este último se desarrolló al mismo tiempo). Aun así, había casos de diseños que estaban mal elaborados, con mal uso del tamaño asignado, tamaños variables y relleno mal aplicado, lo que muestra que no había escuelas para este arte, así como de la existencia de distintos procesos de adquisición o de diferentes fuentes de producción contemporáneas compuestas por artesanos de diferentes clases sociales (como también habría sucedido en las tierras bajas mayas, donde se ubicaban las grandes ciudades clásicas en las actuales Guatemala, México y Belice); a pesar de ello, se observa que los artistas conocían las reglas básicas para la elaboración de estos signos.
En su investigación en Copán en 1952, John Longyear concluyó que este cerámica, presenta tres motivos glíficos o pseudoglifos en las bandas, las cuales denominó como: elemento glífico A, que tiene una espiral interna simple y va acompañado de un glifo que funcionaría de sufijo o prefijo; elemento glífico B, una variante de cabeza que podría tener el significado de Tun (un año maya), deidad o serpiente, que es acompañado con un prefijo o sufijo; y elemento glífico C, una variante de cabeza con una voluta de mano o boca que podría significar señor o señor del norte.
En un estudio sobre los motivos glíficos en esta cerámica y los grupos Gualpopa y Arambala procedentes de 11 sitios del centro y occidente salvadoreño, realizado por Maberick Caballeró Díaz en el 2017 con una muestra de 59 piezas (de las que 44 eran Copador), se identificó un total de 82 pseudoglifos (catalogados de PGS1 a PGS82), algunos de lo cuales presentaban variantes por lo que en total eran 104; entre los cuales estaban dos elementos pseudoglificos también encontrados en las tierras bajas mayas, los números mayas ka (dos), ox (tres), chan/kan (cuatro) y jo (cinco), y otros 15 signos con significado conocido debido a la igualdad o parecido con glifos reales (incluyendo los ya mencionados signos que serían los glifos lamat y jal o pop).
Los pseudoglifos, que están dispuestos en bandas cerca del borde, aparecen mayoritariamente en 6 bloques en el exterior y 3 en el interior. Estos bloques forman secuencias que pueden ser repetitivas, alternas, simétricas y asimétricas, siendo mayoritarias las secuencias asimétricas en el exterior y repetitivas (seguidas muy de cerca por las asimétricas) en el interior. Predominando claramente las secuencias asimétricas en las vasijas; en las que uno o dos elementos no se repiten, pudiendo ser estos marcadores de inicio y de final que buscaban dar cierto sentido de sintaxis y de realismo visual a la banda glífica.
Los pseudoglifos que más se repiten son los catalogados por Caballero Díaz como PGS38 (el sufijo o prefijo mencionado por Longyear, que podría ser el pronombre posesivo u, que quizás habría sido utilizado para identificar algún tipo de propiedad en una lengua visual propio), PGS15 (el elemento glíficos B), PGS42 (una de las formas del elemento glífico A de Longyear), PGS40a (con forma  de "C" o de boca simple cerrada vista de perfil y que se parece a los glifos PG99 y PG101 que eran usados como prefijo y sufijo en las tierras bajas según lo mencionado por Inga Calvin) y PGS41 (otra de las formas del elemento glífico A); además también se repiten la combinaciones de PGS15-PGS38, PGS42-PGS38 (donde en ambos el último actúa como sufijo), y PGS38-PHS41 (donde el primero actúa como prefijo). La aparición constante de estos glifos, solos o combinados, muestra que eran imágenes portadoras de un significado que era entendido por las poblaciones del clásico tardío, que a la vez les permitía demostrar que quienes poseían o utilizaban estas vasijas eran partícipes y estaban vinculados a las comunidades mayas.

### Pushtan policromado inciso y Pacho inciso
Las vasijas del tipo Pushtan policromado inciso son polícromas y están pintadas como las de Polícromo Copador, diferenciándose de ellas en la presencia de líneas y áreas exteriores excisas (es decir en relieve) en las zonas de la vasija con engobe crema. Estas líneas y áreas excisas son profundas y anchas, y se encuentran justo debajo del borde y por encima de la rotura de la composición (la cual parece contar únicamente con engobe crema en todos los casos); y al parecer se limitan a presentarse como una combinación de patrones geométricos continuos que pueden ser tanto rectos como curvilíneos.
El tipo Pacho inciso se diferencia notablemente de los otros por presentar un engobe crema monocromo, que posiblemente estaba bien pulido en las superficies interior y exterior; sobre el cual, en las paredes exteriores, se realizaban incisiones simples y amplias. Estas incisiones eran paralelas, bastante anchas y profundas, verticales o ligeramente diagonales; y estaban conectadas en ambos extremos por líneas circunferenciales horizontales o líneas arqueadas horizontales, que en algunos casos podían presentarse como una única incisión circunferencial justo por encima de la base.

## Temporalidad e historia

En verde se muestra el área donde se ha descubierto la cerámica Copador, lo cual a su vez muestra la extensión de la influencia de la ciudad maya de Copán en el período Clásico Tardío, mientras que los puntos negros muestran algunas poblaciones actuales y sitios arqueológicos en que se ha encontrado dicha cerámica.

El grupo cerámico Copador surgiría a inicios del período Clásico tardío mesoamericano (650 a 900 d. C.), como lo muestra los tiestos de este grupo encontrado en Joya de Cerén, un pueblo agrícola ubicado en el departamento salvadoreño de La Libertad que fue enterrado por la erupción del volcán Loma Caldera ocurrida por el 660 d. C.
En principio, se consideró que su origen se situaba en el valle de Copán, debido a la alta frecuencia de cerámica polícroma con pasta crema en esa región; pero debido a que dicho grupo no trasciende a otras grandes ciudades mayas más allá de Copán, siendo incluso rara en Quiriguá que estaba bajo la dominación de Copán al inicio del clásico tardío, así como del análisis químico de las piezas (que muestra que su pasta guarda relación con la de los grupos cerámicos Chilanga Usulután, del período clásico temprano, y la del grupo Gualpopa, del clásico temprano al tardío; teniendo todas ellas el mismo rango de variación química que la de los grupos Jicalapa y Olocuilta Usulután del preclásico tardío), se considera que muy probablemente este grupo se originase en el occidente de El Salvador, cuyos sitios a partir del clásico temprano (200 a 650  d. C.) pasarían de verse influenciados por Kaminaljuyú a serlo por Copán.
Por lo dicho anteriormente, este grupo de cerámica haría parte de la tradición pasta crema del occidente y centro de El Salvador, que Robert Sharer en 1978 definió en Chalchuapa como la vajilla (en inglés ware) Kanazi crema fina. La cual, comenzó a inicios del clásico temprano, en la fase Vec (200 a 400 d. C.) con los grupos cerámicos Chilanga Usulután y Huiscoyol (siendo este último únicamente encontrado en El Salvador, mientras que los demás también se encuentran en Copán), que generalmente o en uno de sus tipos cerámicos respectivamente tenían pintura roja en su decoración; desde ahí se desarrolaría en la fase Xocco (400-650 d. C.) el grupo Gualpopa, cuyas piezas además del rojo tendrían pintura negra y naranja; y finalmente, en la fase Payu (650 a 900 d. C.), se añadiría a los colores antedichos el rojo hematita especular para producir el grupo Copador.
Desde su sitio de origen, este grupo se difundió, llegando a ser el grupo predominante en el valle de Copán y en el occidente y centro de El Salvador, pudiéndose encontrar también en el valle de Ulúa (en Honduras), y Chiquimulilla, Motagua y Tiquisate (en Guatemala). Por lo tanto, es uno de los estilos cerámicos representativos de la fase Coner de Copán y la fase Payu (del occidente y centro de El Salvador), y en menor medida de la fase Hewett de Quiriguá y la fase Tamasha de Cara Sucia (en el departamento salvadoreño de Ahuachapán, y que junto con los sitios de la costa pacífica de Guatemala hacía parte de la cultura Cotzumalhuapa).
El comienzo de la elaboración de está cerámica coincide con el gobierno del decimosegundo K'uhul ajaw (sagrado gobernante) de Copán, llamado K'ahk' Uti' Witz' K'awiil (también conocido como Humo Imix), quien gobernó del 8 de febrero del 628 d. C. al 18 de junio del 695 d. C.; con el que Copán alcanzó su apogeo, y que es el momento en el que se empiezan a ver marcados nexos entre la cultura de Copán y la del occidente y centro salvadoreño, como se puede observar en el frasco del grupo cerámico Surlo encontrado en la tumba 20, bajo las gradas de la estructura B1-1e de Tazumal (en Chalchuapa), donde dicho gobernante es mencionado en maya clásico como "K’ahk’ [U]ti’ Witz’ K’awiil, k’uh[ul] … ajaw ?nojol ?[y]ook’in", (que se traduce al español como K’ahk’ Uti’ Witz’ K’awiil, señor divino de Copán, ? yook'in del sur). Asimismo, en la excavación de la tumba de este gobernante, descubierta bajo la estructura 10L-26, y que fue excavada entre 1989 y 2001, la mayoría de las vasijas encontradas eran copador.

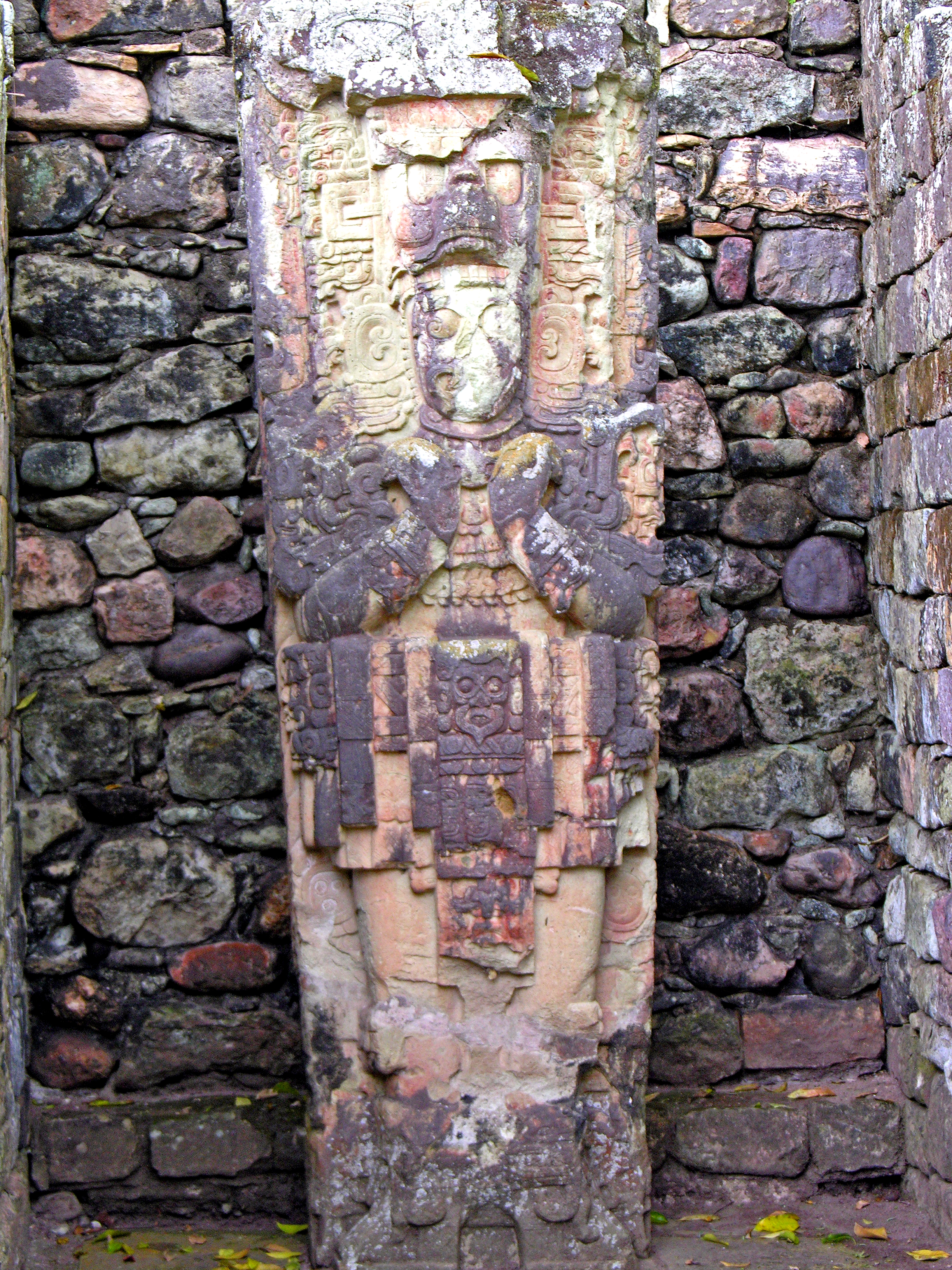
Estela I de Copán con el retrato del decimosegundo gobernante, es la estela más antigua en la que se encontró cerámica Copador como parte de su ofrenda

Entre las estelas de Copán, la primera donde se dispuso vasijas copador como parte de una ofrenda es la estela I, que fue mandada hacer por K'ahk' Uti' Witz' K'awiil y que tiene por fecha en la cuenta larga 9.12.3.14.0 5 Ahau 8 Wo (que en el calendario gregoriano es 22 de marzo del año 676  d. C); dicha ofrenda contenía las siguientes vasijas copador: dos vasos cilíndricos decorados con glifos, una vasija decorada con personajes, un cuenco simple con decoración glífica y círculos concéntricos, vasijas de silueta compuesta zoomorfa, una jarra con el glifo “kin”, y una jarra decorada con un glifo; conteniendo algunas de esas vasijas carbón, estalactitas, bivalvos, caracoles o cinabrio. Sin embargo, según Richard Leventhal en 1986, esta ofrenda se encontraba en un escondrijo al oeste de la estela antes dicha y colindante con el escondrijo ubicado directamente bajo la estela (que sería el principal pero que no contenía vasijas copador), siendo por ende una ofrenda secundaria que probablemente estaba asociada al altar de la estela o que fue colocada en algún momento posterior a la colocación de esa estela.
Considerando lo anterior, según Leventhal, la primera estela en la que se colocaron vasijas copador en la ofrenda principal, y que por ende puede decirse que esa ofrenda fue colocada al mismo momento que la estela, es en la estela A, que fue mandada hacer por el decimotercer gobernante de Copán Uaxaclajuun Ub'aah K'awiil y que tiene por fecha en la cuenta larga 9.14.19.8.0 12 Ahau 18 Kumk'u (que corresponde al 3 de febrero del año 731); los tiestos copador de esa ofrenda eran: un disco y lo que sería una vasija. Está estela fue levantada en un momento en el que Quiriguá, gobernada por K'ak' Tiliw Chan Yopaat, estaba distanciándose del dominio de Copán, lo que culminaría con la captura del decimotercer gobernante de Copán y su decapitación en Quiriguá el 3 de mayo de 738.
Sobre el porque esta cerámica es rara en Quirigüa al comienzo del clásico tardío, como se mencionó anteriormente, se han barajado varias hipótesis al respecto. Así, Viel 1999, con base en su estudio de los pectorales en las imágenes de gobernantes y nobles en el altar Q y la estructura 11, considera que eso se debe a una rivalidad entre facciones de la nobleza en el señorío de Copán, estando por una parte la facción de los pectorales Z y T que habría dominado Copán (así como en Quiriguá) durante 200 años desde el establecimiento de la dinastía por Yax Kuk Mo en el año 426 d. C, y por la otra la facción del pectoral B que se consideraban heredera de los gobernantes predinasticos de Copán (además de Yax Kuk Mo), que ascendieron al gobierno con el decimosegundo gobernante (continuando con el gobierno del decimotercer líder) y quienes habrían sido los promotores de la cerámica Copador debido a sus conexiones con la costa del Pacífico. Por otro lado, Leventhal, basado en el fechamiento de las estelas antes mencionadas, hipotetizó que el grupo Copador era en principio una cerámica menor en Copán que procedía de El Salvador y que fue en la década de 730, debido al cisma de Quiriguá, la razón por la cual Copán empezó a centrar su atención en el sur y el oriente, adoptando el grupo Copador como cerámica principal.
Este estilo cerámico se siguió utilizando hasta el final del Período clásico tardío, momento en que se da el colapso maya, en el que ocurrió el abandono de grandes poblaciones como Copán; así como la emigración de pueblos procedentes del actual México, emparentados con los toltecas de Tula o con Cholula, y que se asentaron en el centro y occidente de El Salvador (en lugar ya preexistentes como Chalchuapa, o nuevos como Cihuatan), llevando el abandono de varias tradiciones de cerámica, incluyendo la cerámica polícroma de pasta crema al occidente salvadoreño. Mientras que en la zona central salvadoreño, en la fase Guazapa o Cihuatan del período posclásico temprano (900-1200), surgiría una variante local temprana de la cerámica Mixteca-Puebla, denominada como grupo Banderas, que al igual que el grupo Copador estaba hecho de pasta crema, mientras que su engobe era de color rojo hemática especular; asimismo, en el grupo cerámico Marihua, de estilo rojo sobre bayo, se seguirá usando el glifo maya Lamat para adornar el fondo de las vasijas; todo lo cual indica que las poblaciones locales mantuvieron las técnicas de elaboración de cerámica de sus antepasados del clásico y las adaptaron a las nuevas modalidades traídas por las élites de origen mexicano que comenzaron a dominar la zona.